# Bóg wybacza – ja nigdy
Bóg wybacza – ja nigdy – włosko-hiszpański spaghetti western z roku 1967, film, od którego rozpoczyna się historia duetu aktorskiego Bud Spencer & Terence Hill (wcześniej spotkali się na planie Hannibala w 1959, jednak był to nic nieznaczący epizod). W roli czarnego charakteru wystąpił Frank Wolff, znany z późniejszej produkcji Sergia Leonego Pewnego razu na Dzikim Zachodzie.

## Obsada
- Terence Hill – Cat Stevens
- Frank Wolff – Bill San Antonio
- Bud Spencer – Hutch Bessy
- Gina Rovere – Rose
- José Manuel Martín – Bud
- Juan Olaguivel – Targo
- Tito García – Tam-Tam

## Opis fabuły
Miał miejsce napad na pociąg. Pracującemu dla firmy ubezpieczeniowej Hutchowi Bessy'emu udaje się ustalić, że za zbrodnię odpowiedzialny jest Bill San Antonio. Jednak dziesięć miesięcy wcześniej miało miejsce wydarzenie, po którym wszyscy uznali Billa San Antonio za martwego, odbył się nawet pogrzeb. Uczestnik tamtych wydarzeń, Cat Stevens, podobnie jak Hutch, dąży do ponownego spotkania z Billem, jednak z innych pobudek – dla wyrównania starych rachunków.